# Allain
Allain je francouzská obec v departementu Meurthe-et-Moselle v regionu Grand Est. V roce 2013 zde žilo 463 obyvatel.

## Poloha
Sousední obce jsou: Bagneux, Colombey-les-Belles, Crépey, Crézilles, Ochey a Thuilley-aux-Groseilles.

## Vývoj počtu obyvatel
Počet obyvatel